# Renia inusta
Renia inusta är en fjärilsart som beskrevs av George Francis Hampson. Renia inusta ingår i släktet Renia och familjen nattflyn. Inga underarter finns listade.